# Erna Hosemann
Erna Hosemann (Geburtsname Erna Doeltz; * 31. Dezember 1894 in Berlin-Treptow; † 16. Mai 1974 in Langen) war eine deutsche Verbandsfunktionärin und Kommunalpolitikerin. Insbesondere durch ihr Engagement als Gründerin und langjährige Vorsitzende der Arbeiterwohlfahrt in Fulda erwarb sie sich Verdienste.

## Leben und Wirken

### Herkunft und Jahre in Berlin
Erna Doeltz wurde an Silvester 1894 als eines von drei Kindern sozialdemokratischer Eltern geboren, die mit einer „sozialistischen“ Erziehung Wert auf politisches und soziales Verantwortungsbewusstsein legten. Ihre Mutter Emma Doeltz (1866–1950) kam aus ärmlichen Verhältnissen und konnte keinen Beruf erlernen. Sie hatte den größten Teil ihrer Kindheit im Armenhaus verbracht und ihrer Mutter dort bei deren Heimarbeit geholfen. Emma Doeltz hatte mit 28 Jahren geheiratet und war Mitglied in der SPD und dem Kinderschutzbund. Ab 1894 erschienen in der von Clara Zetkin herausgegebenen Frauenzeitschrift „Gleichheit“ Gedichte und Geschichten von ihr. 1900 veröffentlichte ihre Mutter das Buch „Jugendlieder“. Ernas Vater Rudolf war von Beruf Schlosser und ebenso wie ihr Bruder und ihre Schwester Mitglied in der SPD.
Erna Doeltz besuchte die Volksschule und erlernte danach den Beruf der Buchbinderin. 1913 wurde sie als 19-jährig Mitglied in der SPD und war dort auch im Ortsvorstand tätig. In der Weimarer Republik engagierte sie sich ab 1919 am Aufbau der Arbeiterwohlfahrt in Berlin. 1920 heiratete sie den am 6. Februar 1899 geborenen Fritz Hosemann. Dieser trat 1920 ebenfalls der SPD bei. Als ihr einziges Kind Erwin am 12. Juni 1925 geboren wurde, beendete sie ihre berufliche Tätigkeit als Buchbinderin. Danach arbeitet sie zeitweise als Hausmeisterin und zwischen 1930 und 1935 als Verkäuferin im Konsum. 1932 wurde sie Bezirksverordnete in Berlin-Lichtenberg. Nach der Machtergreifung der NSDAP wurde sie aus der Bezirksversammlung ausgeschlossen und musste kurz darauf auch ihre ehrenamtliche Tätigkeit bei der Arbeiterwohlfahrt beenden, in der sie unter ständiger Beobachtung der neuen Machthaber stand. Während der Zeit des Nationalsozialismus widmete sich die konfessionslose Erna Hosemann nur noch der Tätigkeit als Hausfrau.

### Wirken in Fulda
Mitte März 1945 kam Erna Hosemann nach Fulda, um in der Nähe ihres Sohns zu sein, der dort schwer kriegsverwundet im Lazarett lag. Sie wohnte in der Stadt als Untermieterin. Nach eigenen Angaben wurde sie vom Kriegsende überrascht und entschied sich aus politischen und familiären Gründen, in Fulda zu bleiben. Ihr Siedlungshaus in Berlin-Mahlsdorf lag im sowjetisch besetzten Teil und war nach Kriegsende geplündert worden. Am 4. Juni 1945 kam auch ihr aus der Wehrmacht entlassener Ehemann nach Fulda. Erna und Fritz Hosemann gehörten zu denen, die am 27. Oktober 1945 den SPD-Ortsverband Fulda neu gründeten. Fritz Hosemann war bis zu seinem Tod am 6. März 1960 im Parteivorstand des Ortsverbands und als Parteiredner tätig, während Erna Hosemann sich im Kreisvorstand Fulda sowie im Bezirksvorstand Hessen-Nord engagierte.
Erwin Hosemann wohnte bis Herbst 1946 bei seinen Eltern. Danach zog er nach Berlin, wo er im April 1947 heiratete. Im August 1947 zog er mit seiner Frau zurück nach Fulda. Dort war er Leiter der Falken-Gruppe. Nachdem die Familie Erwin Hosemann 1955 nach Langen umgezogen war, fand sich kein geeigneter Nachfolger für die Falken-Gruppe und sie wurde geschlossen. Durch Erwin wurde Erna Hosemann zweifache Großmutter.
1946 gründeten Erna und Fritz Hosemann die Arbeiterwohlfahrt (AWO) für die Stadt und den Landkreis Fulda. Erschwert wurde dies dadurch, dass es eine Neugründung war, weil es den Verband auch vor der Zeit des Nationalsozialismus in Fulda noch nicht gegeben hatte. Erna Hosemann wurde Gründungsvorsitzende und blieb erste Vorsitzende für die nächsten 27 Jahre. Sie zog in diesem Jahr in das Haus in der Von-Schildeck-Straße in Fulda, in dem sich auch die Geschäftsstelle der Arbeiterwohlfahrt befand. Erste Tätigkeiten der AWO waren die Einrichtung von Nähstuben, Sammlungen für Bedürftige und die Verteilung von CARE-Paketen sowie die Durchführung von Schulspeisungen. 1965 wurde auf Initiative von Erna Hosemann das Alten- und Pflegeheim im Fuldaer Stadtteil Ziehers-Nord eröffnet. Dieses bot seit 1969 auch einen „fahrbaren Mittagstisch“ an. 1973 trat Erna Hosemann aus gesundheitlichen Gründen vom Amt der 1. Vorsitzenden zurück.
Kommunalpolitisch wurde Erna Hosemann nach der Wahl am 25. April 1948 in die Stadtverordnetenversammlung der Stadt Fulda gewählt. In der achtköpfigen SPD-Fraktion war sie die einzige Frau. Auch nachdem sie zum 31. Oktober 1964 aus dem Stadtparlament ausschied, war ihr Rat als sachkundige Bürgerin im Sozialausschuss, wo sie stellvertretende Vorsitzende war, und im Jugendwohlfahrtsausschuss sowie in der Krankenhaus- und Sozialhilfedeputation weiter gefragt.
Nicht nur innerhalb der SPD setzte sie sich für Frauenrechte ein. Gemeinsam mit Elisabeth Selbert saß sie am Vorstandstisch einer 1951 in Fulda abgehaltenen Frauenkonferenz, die sich für eine Reform des Familien- und Eherechts sowie für die Einführung staatlicher Kinderbeihilfen aussprach. Auch überparteilich war sie im Frauenkreis Fulda sowie in dessen Dachverband, dem Frauen-Verband-Hessen gemeinsam mit engagierten weiblichen Mitgliedern anderer Parteien aktiv. In letzterem gehörte sie von 1954 bis 1958 dem engeren und bis mindestens 1961 dem erweiterten Vorstand an. Bemerkenswert daran ist, dass sie damit innerhalb der SPD-Mitglieder eine Ausnahme war, die in den ersten Jahren der BRD Wert auf Abgrenzung zu anderen Parteien legten.
Im Sommer 1973 zog sie um zur Familie ihres Sohnes nach Langen. Dort verstarb sie am 16. Mai 1974. Sie war wegen ihres sozialpolitischen Wirkens über Parteigrenzen hinweg hoch angesehen.

## Ehrungen
- 1965: Bundesverdienstkreuz 1. Klasse[1]
- 1965: Stadtälteste von Fulda[1]
- 1970: Goldene Ehrennadel der Arbeiterwohlfahrt (vor ihr gab es nur zwei weitere Preisträger)[1]
- 1973: Ehrenbrief des Landes Hessen[1]
- 1973: Ehrenvorsitzende der Arbeiterwohlfahrt Fulda
- Das Alten- und Pflegeheim der AWO-Fulda wurde nach ihr als Erna-Hosemann-Haus benannt[3]